# Kasteel van Luynes
Het Kasteel van Luynes (Frans: Château de Luynes) is een kasteel in de Franse gemeente Luynes.

## Geschiedenis
Het kasteel werd oorspronkelijk gebouwd op een rotsachtige heuvel in de 13e eeuw. Sinds 17 juli 1926 is het een monument historique.
De huidige eigenaar is sinds 2008 Philippe d'Albert (1977), 11e hertog van Luynes; hij is tevens eigenaar van het kasteel van Dampierre.

## Galerie

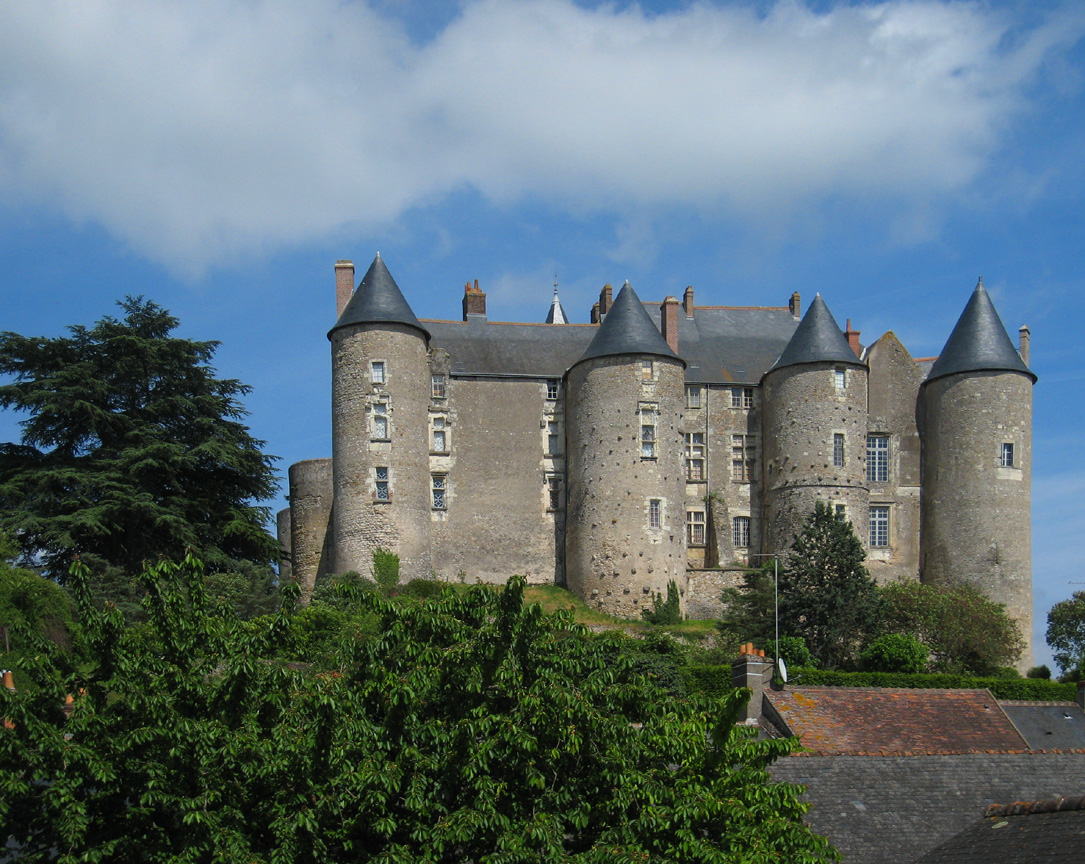
Gezicht vanuit het westen
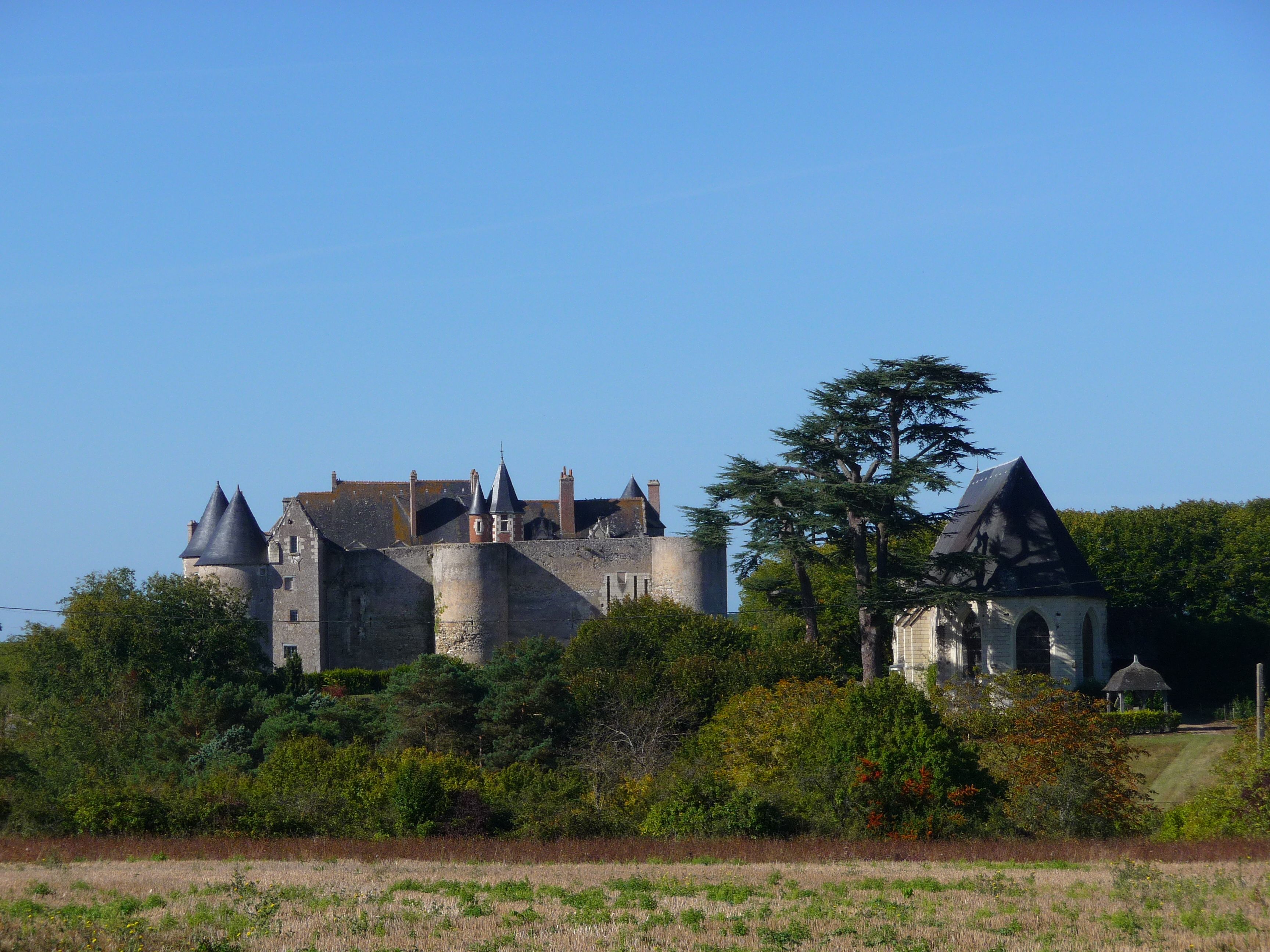
Kasteel en kapel, gezicht vanuit het westen
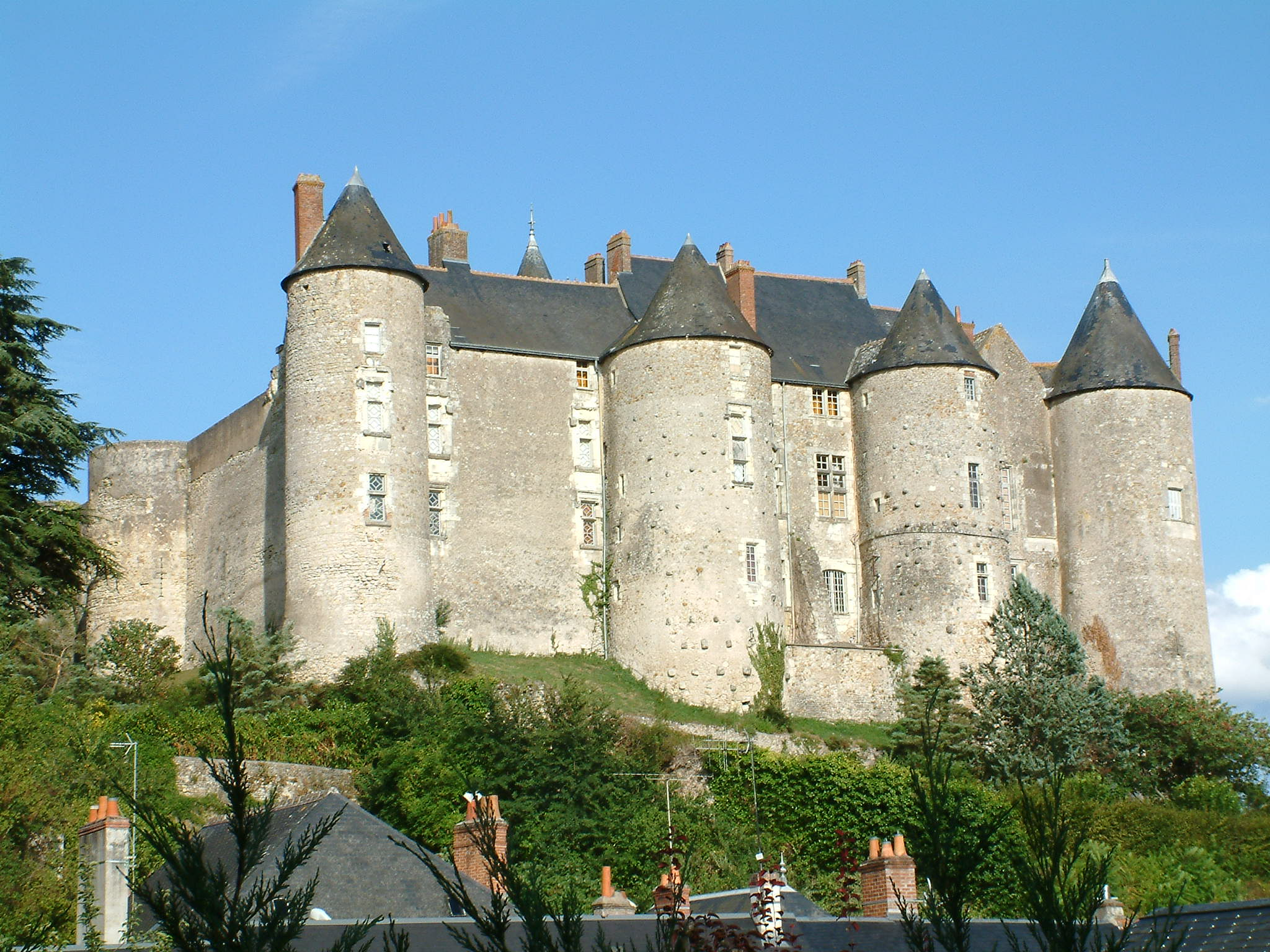
Gezicht vanuit het westen
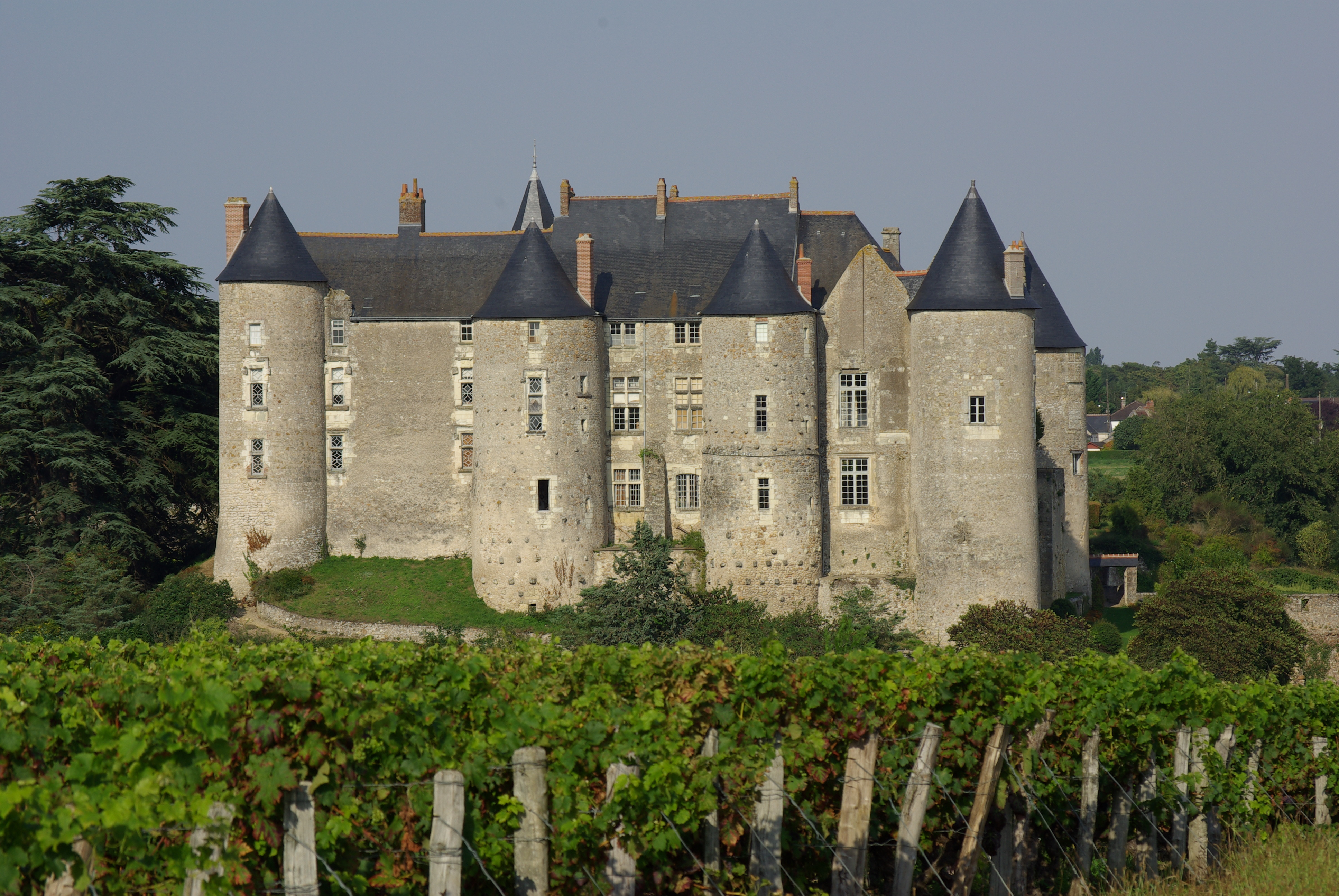
Gezicht vanuit het westen
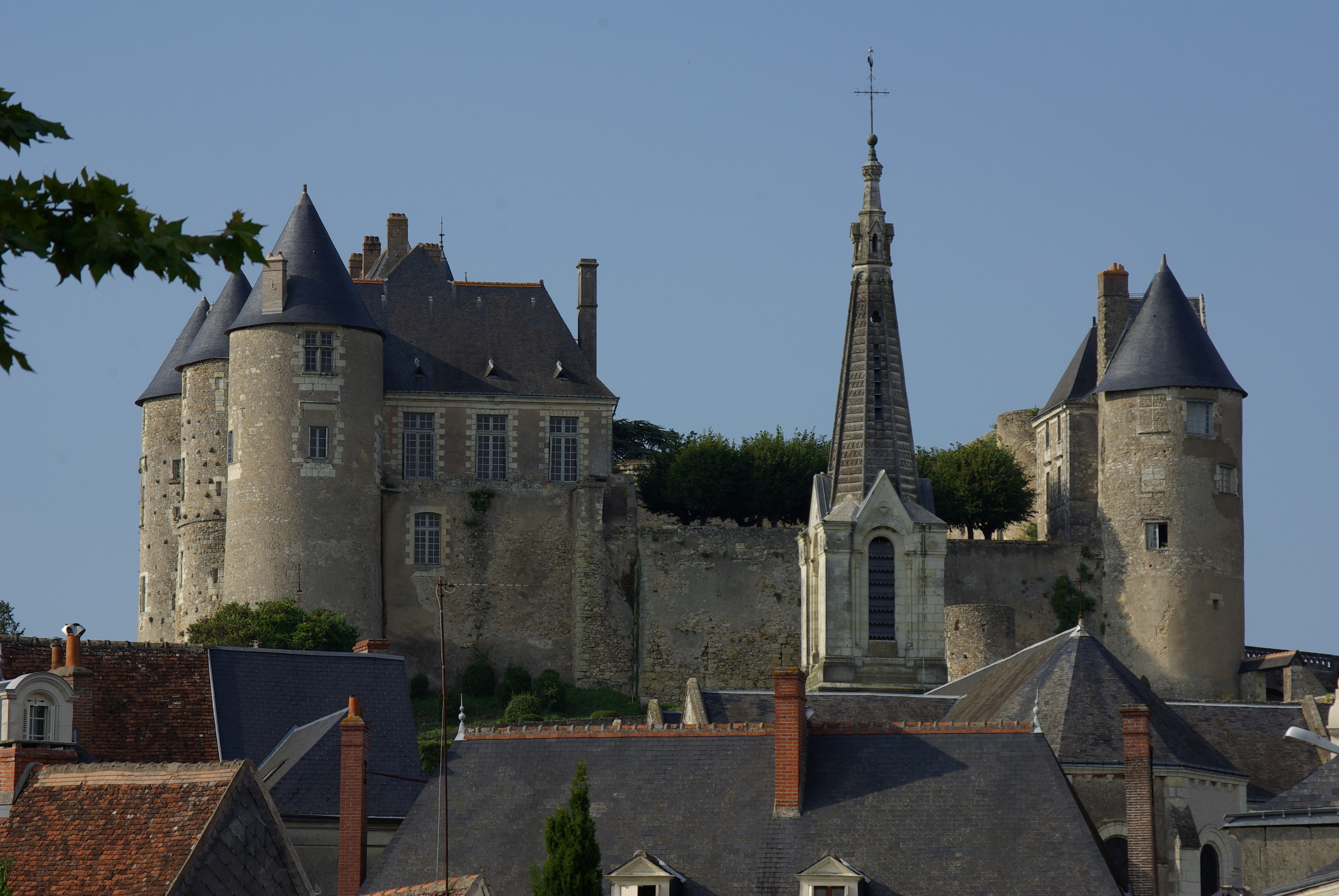
Gezicht vanuit het zuiden
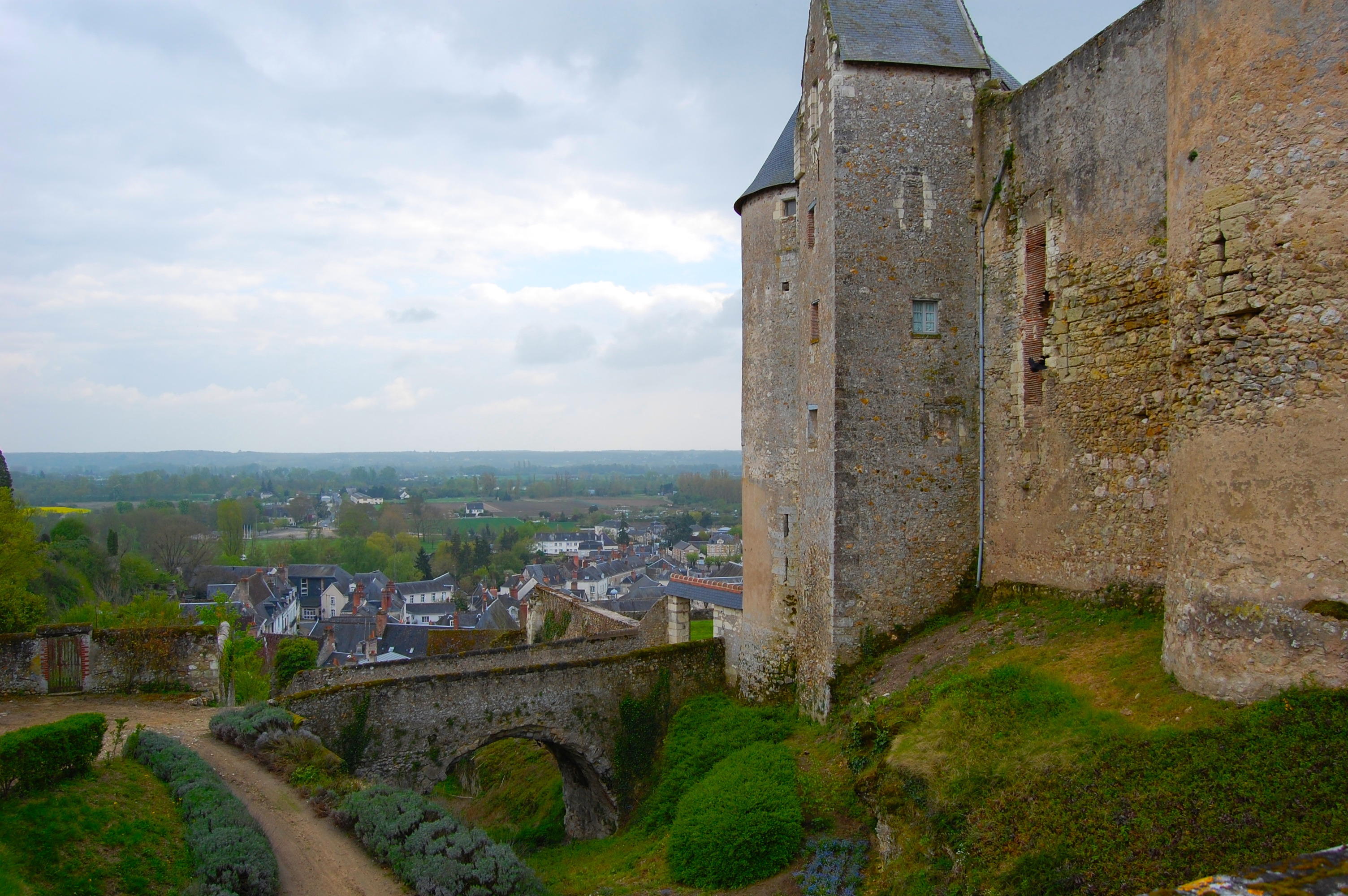
Gezicht op de oostelijke vleugel
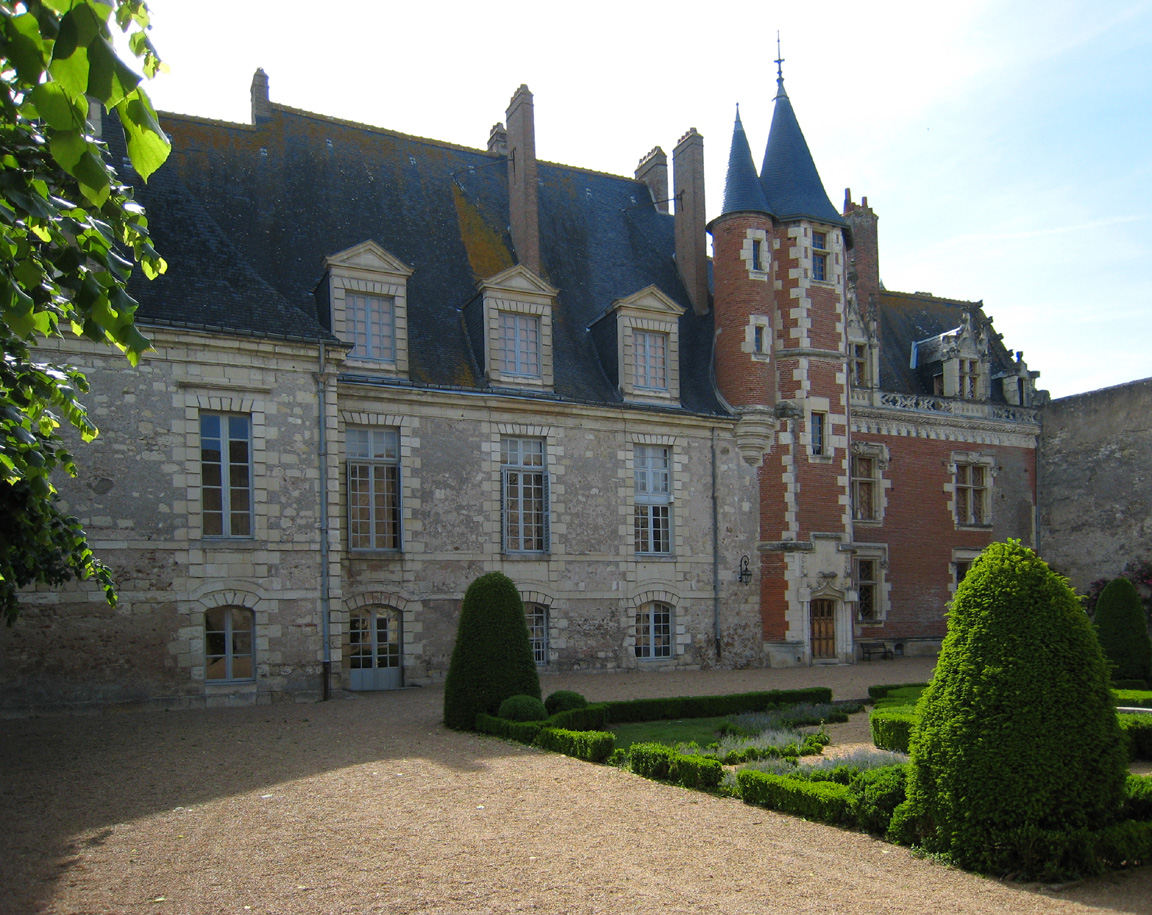
Gezicht van de binnenhof